# Fort de Stavern
La fort de Stavern était une forteresse côtière située  à Stavern sur l'îlot de Citadelløya, dans la municipalité de Larvik dans le comté de Vestfold, en Norvège.

## Histoire
La construction du fort de Staverns a commencé en 1677 lorsque Ulrik Frederik Gyldenløve a construit un blockhaus avec batterie et palissades sur une colline dans le cadre du développement global des forteresses norvégiennes. Le fort a été construit pour la première fois sur Karlsøy pendant la guerre de Scanie (1675-1679). Fredriksvern et Fredriksvern Verft (le chantier naval) ont été établis comme quartier général de la flotte norvégienne de 1750 à 1758, de sorte que l'ancienne fortification est devenue une partie de la base navale et a appelé la Citadelle, Citadelløya ou Stavernsøya. 
La forteresse a été agrandie en 1687 jusqu'en 1689 pour inclure trois batteries de canons et un blockhaus. La forteresse a servi de base importante au héros naval norvégien  Peter Wessel Tordenskiold et à sa flotte pendant la phase finale norvégienne de la grande guerre du Nord de 1709 à 1720 et de point central pour le commerce maritime du Danemark à cette période. Le fort était le port d'attache de l'escadre dano-norvégienne du Cattégat. Et non des moindres, il servait de centre majeur d'approvisionnement et d'expédition pour les canons des forges norvégiennes et d'autres équipements. 
Dans les années 1800, Fredriksvern a perdu son importance en tant que base militaire. La Citadelle a également perdu son importance militaire et est entrée en déclin. Dans les années 1900, les bâtiments ont été restaurés. Krutttårnet, le plus ancien bâtiment construit, a une architecture particulière et est aujourd'hui une attraction touristique bien connue.

## Galerie

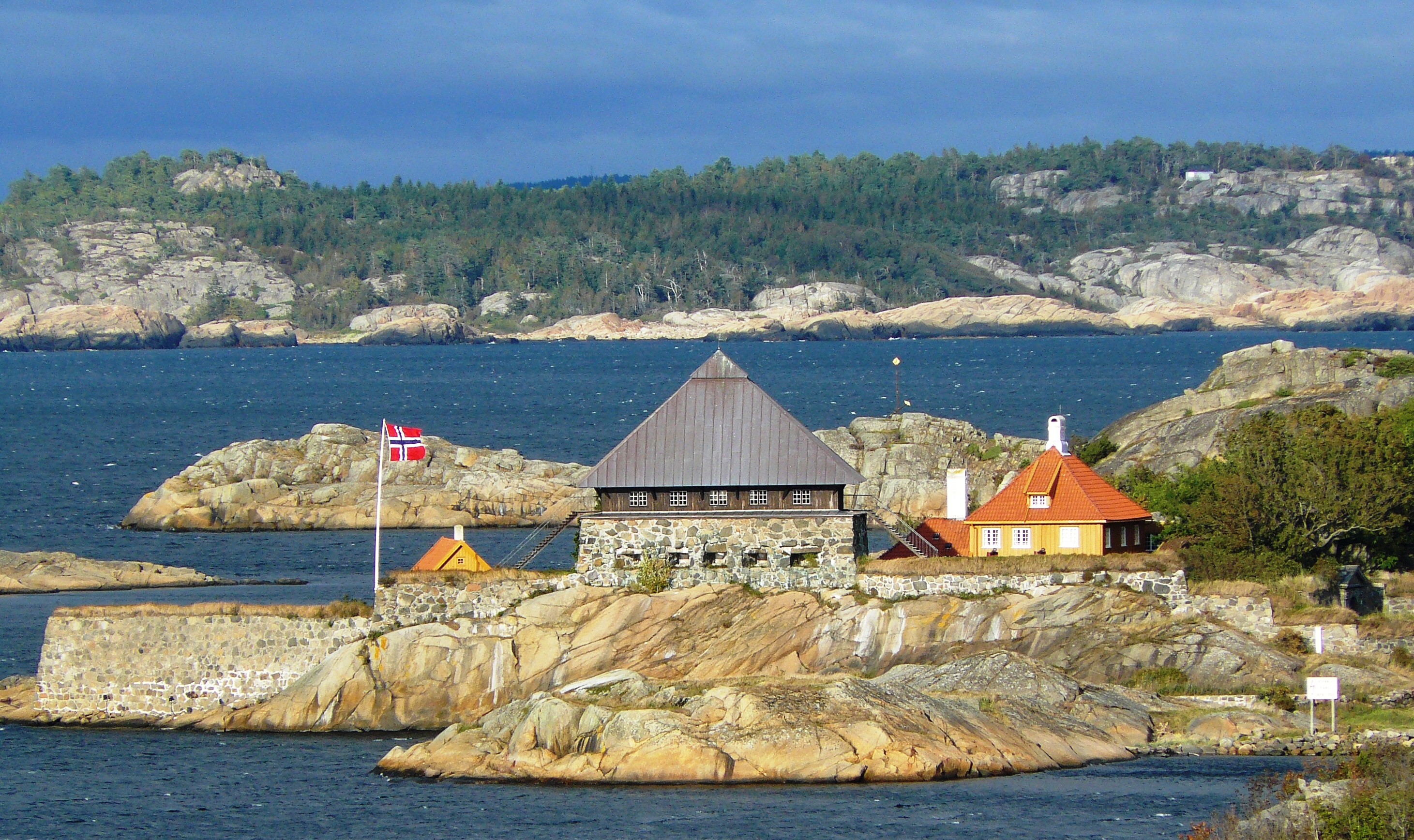
Citadelløya
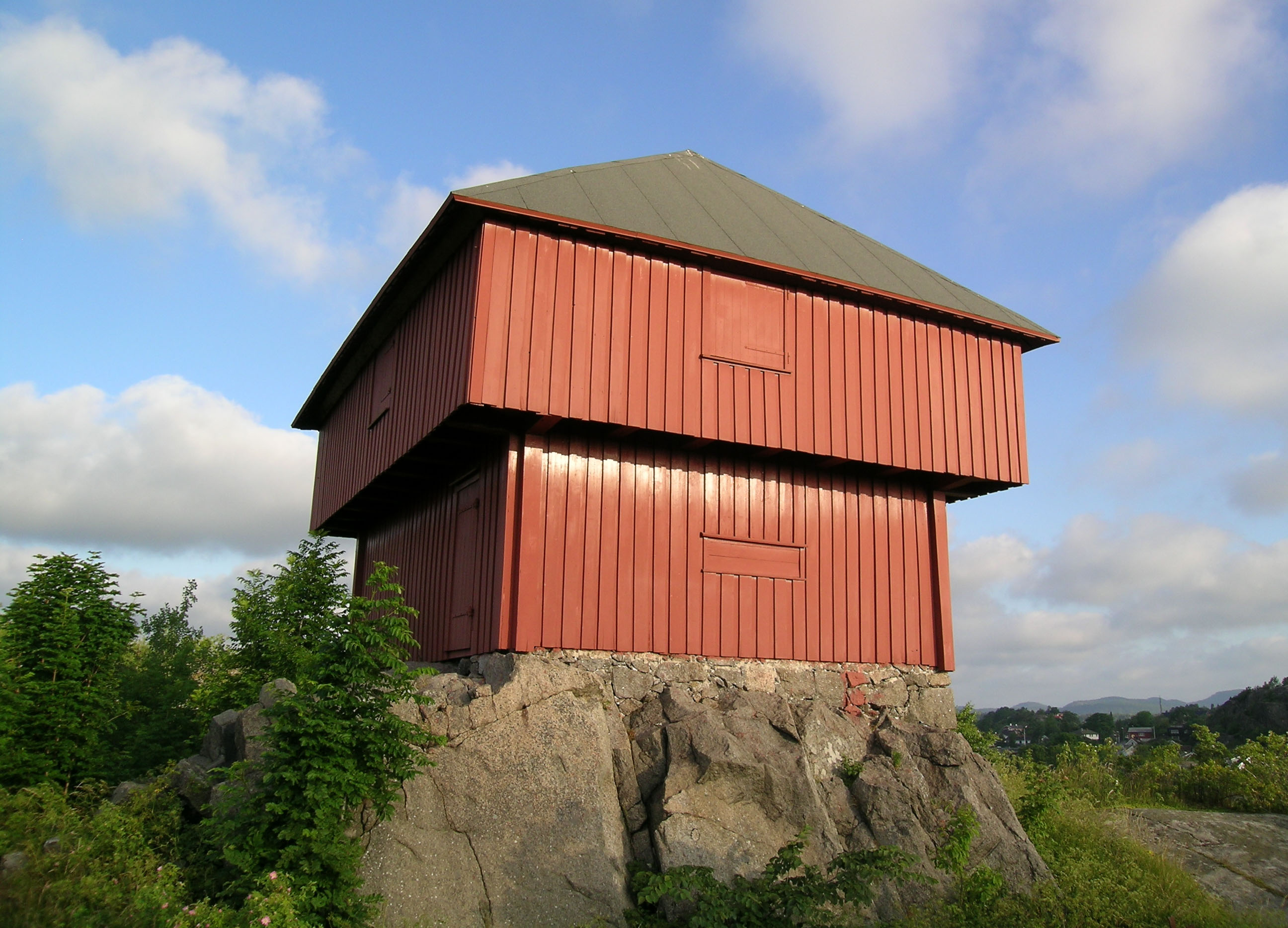
Blockhaus

### Source de la traduction
- (en) Cet article est partiellement ou en totalité issu de l’article de Wikipédia en anglais intitulé « Staverns Fortress » (voir la liste des auteurs).